# 天津市复兴中学
天津市复兴中学，成立于2003年，位于天津市红桥区春和路1号，是天津市教育委员会直属的市级重点高级中学，是红桥区唯一的一所市属市级重点中学。